# Dante's Peak - La furia della montagna
Dante's Peak - La furia della montagna (Dante's Peak) è un film catastrofico del 1997 diretto da Roger Donaldson e interpretato da Pierce Brosnan e Linda Hamilton. Il film uscì nelle sale italiane l'11 aprile 1997 (il 7 febbraio nelle sale americane), nello stesso periodo del film Vulcano - Los Angeles 1997, che affrontava tematiche similari, ma era diverso per ambientazione e verosimiglianza della storia. Il film è stato accolto negativamente dalla critica cinematografica, ma è stato un modesto successo al botteghino. Fu l'ultimo film interpretato da Charles Hallahan prima della sua morte nove mesi dopo, nel novembre 1997.

## Trama
1993: una violenta esplosione di un vulcano andino in Colombia scatena il panico fra la popolazione residente sulle pendici della montagna. Fra questi, una squadra di vulcanologi dello USGS di cui fa parte Harry Dalton. Lui riesce a salvarsi, mentre la sua collega e fidanzata Mary Ann rimane uccisa a causa di una pietra lavica, che le cade sulla testa dopo ad aver sfondato il tetto del loro pickup.
Quattro anni dopo, nel 1997, a seguito della segnalazione di alcuni movimenti tellurici sospetti registrati presso il Servizio Geologico degli Stati Uniti d'America, per il quale Harry lavora, il vulcanologo viene mandato dal suo capo, Paul Dreyfus, presso Dante's Peak, una volta borgo di minatori e ora fiorente cittadina del Nordovest, nello Stato di Washington, che sorge ai piedi di un imponente vulcano dormiente della catena delle Cascades. Al suo arrivo, Harry trova la città in pieno fermento, perché è stata appena nominata la seconda migliore cittadina con meno di 20 000 abitanti di tutti gli Stati Uniti con il miglior tenore di vita.
Poco dopo, entrato in contatto con la sindaca Rachel Wando, Harry chiede alla donna di scortarlo al lago vulcanico che sorge ai piedi della montagna per dei controlli, ma dopo ad aver rilevato acidità irregolare, alberi, animali morti, e due cadaveri di turisti in una vicina sorgente termale, il vulcanologo comincia a insospettirsi, chiedendo al sindaco di convocare il consiglio comunale per discutere e parlare di un'eventuale evacuazione della città. Durante la riunione si palesa però il suo capo Paul il quale, troppo infastidito dall'eccessivo allarmismo di Harry, prende in mano le redini dell'incontro, dicendo invece che spedirà sul posto una squadra di vulcanologi con lo scopo di monitorare il vulcano, facendo allontanare così lo spettro di un'imminente evacuazione. Anche lo sceriffo e le alte cariche cittadine sono molto scettiche sulle previsioni azzardate di Dalton, in quanto il vulcano non erutta da più di 7000 anni, e che il suo allarme farebbe allontanare abitanti, turisti e potenziali investitori dalla città, arrestando così la sua ascesa economica. Solo Rachel, pur sperando che l'eruzione non si verifichi, sembra credere ad Harry.
Il mattino seguente, dopo essersi recato da Rachel (la quale è anche proprietaria di un bar-caffetteria in città) per porgerle le sue scuse per il trambusto provocato e ad aver ricevuto dalla donna un invito a cena, Harry si reca con un collega in elicottero presso il cratere vulcanico, allo scopo di monitorare emissioni anomale di gas. Dopo ad aver riscontrato dati nella norma, i due fanno ritorno in città. La sera stessa, recatosi a cena da Rachel, Harry stabilisce un rapporto ancora più amichevole con i due figli della donna, Graham e Lauren, per poi finire col raccontare alla stessa della sua vita e del suo lavoro.
Il giorno dopo Harry ed un collega fanno ritorno al cratere vulcanico, questa volta con un robot (chiamato Zampe di ragno) che ha il compito di monitorare movimenti tellurici ed emissioni di zolfo. Durante la spedizione, però, una violenta scossa sismica li sorprende, danneggiando la macchina e ferendo seriamente il collega a una gamba, portato poi subito in ospedale. Ormai certo di una vicina ed imminente eruzione vulcanica, Harry cerca di convincere Paul e i suoi colleghi a sollecitare le autorità locali per mettere la città in allerta, ma loro si rifiutano non essendoci stati, fino a quel momento, ulteriori segnali che possono confermare che il vulcano si stia risvegliando.
La squadra di vulcanologi, su insistenza di Harry, rimane a Dante's Peak ancora un'altra settimana, durante la quale la montagna non dà affatto segnali di eruzione, e che i movimenti tellurici si riducono; non è dunque più necessario rimanere sul posto e Paul decide che il monitoraggio continuerà dalla loro sede.
Quella stessa sera, perciò, dopo essere stato avvertito dal suo capo che il giorno successivo faranno ritorno a casa, Harry si incontra con Rachel per una passeggiata. Una volta rientrati a casa della sindaca, l'uomo, chiaramente invaghitosi di Rachel (che sembra ricambiare) decide di restare per un caffè. Il trambusto generato dal loro arrivo, però, sveglia Lauren, che chiede alla madre se può avere un bicchiere d'acqua, ma mentre Rachel glielo versa, si accorge che l'acqua che esce dal rubinetto è di color marrone ed ha un odore pungente, e avverte Harry della cosa. I due si recano quindi all'acquedotto della città, dove controllano le cisterne idriche, scoprendo così che dai pozzi si alza un forte odore di diossido di zolfo. Harry, memore di un segnale simile che 6 anni prima era stato presagio dell'eruzione di un vulcano nelle Filippine, capisce che non hanno più molto tempo a disposizione. Corre perciò da Paul, informandolo della situazione. La mattina successiva, le letture sismiche e i livelli dei gas aumentano notevolmente. Finalmente convinto del vulcano che erutterà, Paul dà ad Harry il permesso di mettere in allerta la città. Rachel, con il suo consiglio comunale, decide a questo punto di organizzare l'evacuazione della città.
Quello stesso pomeriggio perciò, i residenti di Dante's Peak vengono invitati a partecipare a una riunione per pianificare l'evacuazione, ma durante l'incontro, accompagnata da forti scosse sismiche, la montagna inizia l'eruzione, e subito si diffonde il panico. Fra il caos generale, con la gente che tenta in tutti i modi di fuggire dalla città, Harry e Rachel tornano a casa della donna per prelevare Lauren e Graham. Al loro arrivo però, i due non trovano i ragazzi, in quanto i giovani hanno preso il fuoristrada di Rachel per andare a prendere la nonna Ruth che abita, con il suo cane Rugie, in una casa ai piedi della montagna e che aveva sempre dimostrato il suo scetticismo nei confronti di Harry.
Giunti a destinazione, mentre tentano di convincere la nonna a seguirli, i ragazzi vengono presto raggiunti da Rachel e Harry. Poco dopo, mentre il gruppetto si sta organizzando per lasciare la casa, vengono sorpresi da un fiume di lava, che li costringe a una fuga precipitosa. Saliti perciò su una barca ormeggiata sullo stesso laghetto dove solo qualche giorno prima Harry aveva eseguito i suoi rilevamenti, il gruppetto tenta di raggiungere la sponda opposta, per cercare di mettersi in salvo. A breve distanza dal molo d'attracco, però, a causa dell'attività vulcanica che ha trasformato l'acqua in acido, restano senza elica. Tormentata dai sensi di colpa, Ruth si getta nelle mortali acque del lago e spinge l'imbarcazione verso il molo, sacrificando così la sua vita.
Il mattino successivo, nella cittadina semidistrutta e sepolta dalla cenere, arriva la Guardia Nazionale, con il compito di cercare eventuali sopravvissuti e metterli in salvo. Vista la criticità della situazione, i colleghi di Harry, che erano rimasti in città, decidono di fuggire. Nel frattempo, Harry, Rachel e i ragazzi riescono ad arrivare a un rifugio del Servizio Forestale, dove s'impossessano di un fuoristrada per fuggire dalla montagna. La violenta eruzione, che ha nel frattempo sciolto gran parte del ghiacciaio che c'era sul vulcano, creando un grosso lahar, fa tracimare la diga della città. Il conseguente ingrossamento del fiume sorprende i colleghi di Harry durante la fuga, i quali riescono tutti a salvarsi tranne Paul, il cui automezzo viene travolto dal crollo del ponte.
Nel frattempo, giunti in città per prendere un localizzatore satellitare della NASA, Harry, Rachel e i ragazzi vengono sorpresi dall'esplosione del vulcano e dalla conseguente nube piroclastica. Mentre dietro di loro la nube distrugge tutto quello che incontra, il gruppo riesce a salvarsi rifugiandosi in una vecchia miniera, luogo noto a Graham che vi giocava con i suoi amici. Un paio di giorni dopo, in seguito all'attivazione del localizzatore, nonostante le difficoltà dovute al crollo di gran parte della miniera causato dall'esplosione del vulcano, il gruppo viene messo in salvo da una squadra di soccorso allertata dai colleghi di Harry, che avevano ricevuto un segnale dalla base operativa. Il film si chiude con la visuale della città distrutta dall'eruzione e della montagna con la sua metà superiore ora ridotta a un cratere vulcanico.

## Fatti simili
La trama del film è liberamente ispirata all'eruzione del Monte Sant'Elena, nello stato di Washington, realmente avvenuta il 18 maggio 1980, dopo circa 2 mesi di avvisaglie sismiche minori, e continuata fino al 9 ottobre 1980. L'eruzione distrusse un intero settore della montagna, mietendo oltre 70 vittime e provocando danni per oltre 500 chilometri di distanza. Per effetto dell'eruzione, lo stratovulcano si abbassò di 350 metri, trasformandosi da vulcano a cono in un vulcano con cratere a ferro di cavallo.
Una prima ricostruzione romanzata dell'accaduto fu realizzata nel 1981 con il titolo St. Helens, la montagna della paura (o Uragano di fuoco).
L'episodio iniziale ambientato in Colombia si ispira probabilmente alla tragedia del Galeras, avvenuta nel 1993.

## Produzione
Il budget del film fu di 116 000 000 $; le riprese iniziarono il 6 maggio 1996 per concludersi il 31 agosto 1996. Le principali location furono in California e nell'Idaho.

## Accoglienza

### Botteghino
Nel fine settimana d'apertura, il film incassò $ 18 479 435. A fine corsa raccolse $ 67 127 760 negli Stati Uniti e 111 000 000 nel resto del mondo, per un totale di $ 178 127 760.

### Critica
Rotten Tomatoes ha assegnato al film una valutazione del 28% sulla base di 32 recensioni, con il consenso che afferma: "Il film funziona quando le cose vanno a fuoco, ma tutto il resto - dai dialoghi ai personaggi - è terribilmente pessimo".

## Riconoscimenti
- 1998 - ASCAP Award
  - Film al top del box office a James Newton Howard e John Frizzell
- 1998 - Blockbuster Entertainment Award
  - Migliore attrice in un film d'azione/avventura a Linda Hamilton
- 1997 - Golden Rooster Award
  - Candidatura per il miglior film straniero
- 1998 - Young Artist Award
  - Miglior giovane attore non protagonista in un film a Jeremy Foley
  - Miglior giovane attrice non protagonista di dieci anni di età e meno in un film a Jamie Renée Smith